# Страшилки (фільм)
«Страшилки» (англ. Goosebumps) — американське комедійне фентезі з елементами жахів режисера Роба Леттермана, що вийшло 2015 року. У головних ролях Ділан Міннетт, Джек Блек, Одея Раш. Стрічка створена на основі однойменної серії книжок Роберта Лоуренса Стайна.
Вперше фільм продемонстрували 3 жовтня 2015 року у США на Кінофестивалі у Сан-Дієго. В Україні у кінопрокаті показ фільму розпочався 31 грудня 2015 року.

## Сюжет
Переїхавши до нового міста і оселившись у новому домі, Зак Купер познайомився зі своїми сусідами. Йому сподобалась чарівна Ханна, проте у неї дивакуватий батько. Містер Стайн письменник і пише він містичні підліткові трилери. Проте насправді все складніше: монстри з його оповідок реальні і тому він змушений «заковувати» їх на сторінках своїх творів. Проте одного разу Зак випадково випускає їх на волю.

## Творці фільму

### Знімальна група
Кінорежисер — Роб Леттерман, сценаристом був Даррен Лемке, кінопродюсерами — Дебора Форте і Ніл Г. Моріц, виконавчими продюсерами — Білл Баннерман, Брюс Берман, Елізабет Кантильон, Таня Ландау, Ханна Мінгелла і Бен Вайсбрен. Композитор: Денні Ельфман, кінооператор — Хав'єр Агірресаробе, кіномонтаж: Джим Мей. Художник-постановник: Шон Гаворт, артдиректор: Доун Снайдер, Патрік М. Салліван-молодший і Ендрю Вайт, художник по костюмах — Юдіанна Маковські.

### У ролях
| Актор            | Роль                                                    |
| ---------------- | ------------------------------------------------------- |
| Джек Блек        | Роберт Лоуренс Стайн, автор франшизи «Страшилки»        |
| Ділан Міннетт    | Закарі "Зак" Купер, новий сусід Роберта Лоуренса Стайна |
| Одея Раш         | Ханна Стайн, донька Роберта Лоуренса Стайна             |
| Емі Раян         | Ґейл Купер, мати Зака                                   |
| Раян Лі          | Чемп, друг Зака                                         |
| Джилліан Белл    | Лоррейн Коньерс                                         |
| Халстон Сейдж    | Тейлор                                                  |
| Тімоті Сімонс    | офіцер Стівенс                                          |
| Каран Соні       | містер Руні                                             |
| Кумейл Нанджіані | Фореман                                                 |

## Сприйняття

### Критика
Фільм отримав переважно позитивні відгуки: Rotten Tomatoes дав оцінку 73 % на основі 94 відгуків від критиків (середня оцінка 6,3/10) і 74 % від глядачів зі середньою оцінкою 3,8/5 (32 210 голосів). Загалом на сайті фільми має позитивний рейтинг, фільму зарахований «стиглий помідор» від кінокритиків і «попкорн» від глядачів, Internet Movie Database — 7,0/10 (5 013 голосів), Metacritic — 59/100 (27 відгуків критиків) і 7,0/10 від глядачів (44 голоси). Загалом на цьому ресурсі від критиків фільм отримав змішані відгуки, а від глядачів — позитивні.

### Касові збори
Під час показу у США, що розпочався 16 жовтня 2015 року, протягом першого тижня фільм був показаний у 3 501 кінотеатрі і зібрав 23 618 556 $, що на той час дозволило йому зайняти 1 місце серед усіх прем'єр. Станом на 1 листопада 2015 року показ фільму триває 17 днів (2,4 тижня) і зібрав за цей час у прокаті у США 57 104 415 доларів США (за іншими даними 57 094 415 $), а у решті світу 9 200 000 $ (за іншими даними 9 795 874 $), тобто загалом 66 304 415 доларів США (за іншими даними 66 890 289 $) при бюджеті 58 млн доларів США.

## Музика
Музику до фільму «Страшилки» написав Денні Ельфман, саундтрек вийшов 23 жовтня 2015 року на лейблі «Sony Classical».
| Список треків | Список треків      | Список треків |
| #             | Назва              | Тривалість    |
| ------------- | ------------------ | ------------- |
| 1.            | «Goosebumps»       |               |
| 2.            | «Ferris Wheel»     |               |
| 3.            | «To the Rescue»    |               |
| 4.            | «Camcorder»        |               |
| 5.            | «Ice Rink»         |               |
| 6.            | «Capture»          |               |
| 7.            | «Slappy»           |               |
| 8.            | «Confession»       |               |
| 9.            | «Slappy’s Revenge» |               |
| 10.           | «Bus Escape»       |               |
| 11.           | «Lawn Gnomes»      |               |
| 12.           | «Ghost Hannah»     |               |
| 13.           | «Mantis Chase»     |               |
| 14.           | «Hannah’s Back»    |               |
| 15.           | «They’re Here»     |               |
| 16.           | «Farewell»         |               |
| 17.           | «Credits»          |               |

| Бонусні треки | Бонусні треки       | Бонусні треки |
| #             | Назва               | Тривалість    |
| ------------- | ------------------- | ------------- |
| 18.           | «Something's Wrong» |               |
| 19.           | «Champ»             |               |
| 20.           | «Break In»          |               |
| 21.           | «The Books»         |               |
| 22.           | «Instagram»         |               |
| 23.           | «Floating Poodle»   |               |
| 24.           | «Werewolf»          |               |
| 25.           | «Lovestruck»        |               |
| 26.           | «Panic»             |               |
| 27.           | «On The Run»        |               |
| 28.           | «Fun House»         |               |
| 29.           | «The Twist»         |               |

### Виноски
1. ↑  Production Designer // Sean Haworth - IMDb
2. 1 2  Goosebumps: Release Info (англ.). Internet Movie Database. Архів оригіналу за 17 жовтня 2015. Процитовано 1 листопада 2015.
3. 1 2  Страшилки. Kino-teatr.ua. Архів оригіналу за 13 серпня 2015. Процитовано 1 листопада 2015.
4. 1 2  Pamela McClintock (13 жовтня 2015). Box-Office Preview: 'Goosebumps' Could Out-Spook 'Crimson Peak,' 'Bridge of Spies' (англ.). The Hollywood Reporter. Архів оригіналу за 11 грудня 2015. Процитовано 1 листопада 2015.
5. 1 2 3 4  Goosebumps (англ.). Box Office Mojo. Архів оригіналу за 29 жовтня 2015. Процитовано 1 листопада 2015.
6. 1 2 3 4  Goosebumps (2015) (англ.). The Numbers. Архів оригіналу за 31 жовтня 2015. Процитовано 1 листопада 2015.
7. 1 2  Goosebumps (англ.). Internet Movie Database. Архів оригіналу за 29 липня 2015. Процитовано 1 листопада 2015.
8. ↑  Goosebumps (англ.). AllMovie. Архів оригіналу за 21 жовтня 2015. Процитовано 1 листопада 2015.
9. ↑  Юлія Купріна (31 грудня 2015). Прем'єри тижня: «Страшилки», «Добрий динозавр» і «Тепер я буду любити тебе». Forbes.ua. Архів оригіналу за 1 січня 2016. Процитовано 1 січня 2016.
10. ↑  Goosebumps: Full Cast & Crew (англ.). Internet Movie Database. Архів оригіналу за 12 липня 2015. Процитовано 1 листопада 2015.
11. ↑  Goosebumps (англ.). Rotten Tomatoes. Архів оригіналу за 2 травня 2016. Процитовано 1 листопада 2015.
12. ↑  Goosebumps (англ.). Metacritic. Архів оригіналу за 5 березня 2016. Процитовано 1 листопада 2015.
13. 1 2  http://filmspot.pt/filme/goosebumps-257445/
14. ↑  filmmusicreporter (17 вересня 2015). ‘Goosebumps’ Soundtrack Details (англ.). Film Music Reporter. Архів оригіналу за 21 жовтня 2015. Процитовано 3 листопада 2015.
15. ↑  Danny Elfman ‎– Goosebumps: Original Motion Picture Soundtrack (англ.). Discogs. Архів оригіналу за 5 грудня 2020. Процитовано 3 листопада 2015.
16. ↑  Goosebumps (Original Motion Picture Soundtrack) (англ.). Amazon.com, Inc. Процитовано 3 листопада 2015.